# Stenocercus roseiventris
Stenocercus roseiventris este o specie de șopârle din genul Stenocercus, familia Tropiduridae, descrisă de D’orbigny in Duméril și Bibron 1837. Conform Catalogue of Life specia Stenocercus roseiventris nu are subspecii cunoscute.

## Galerie

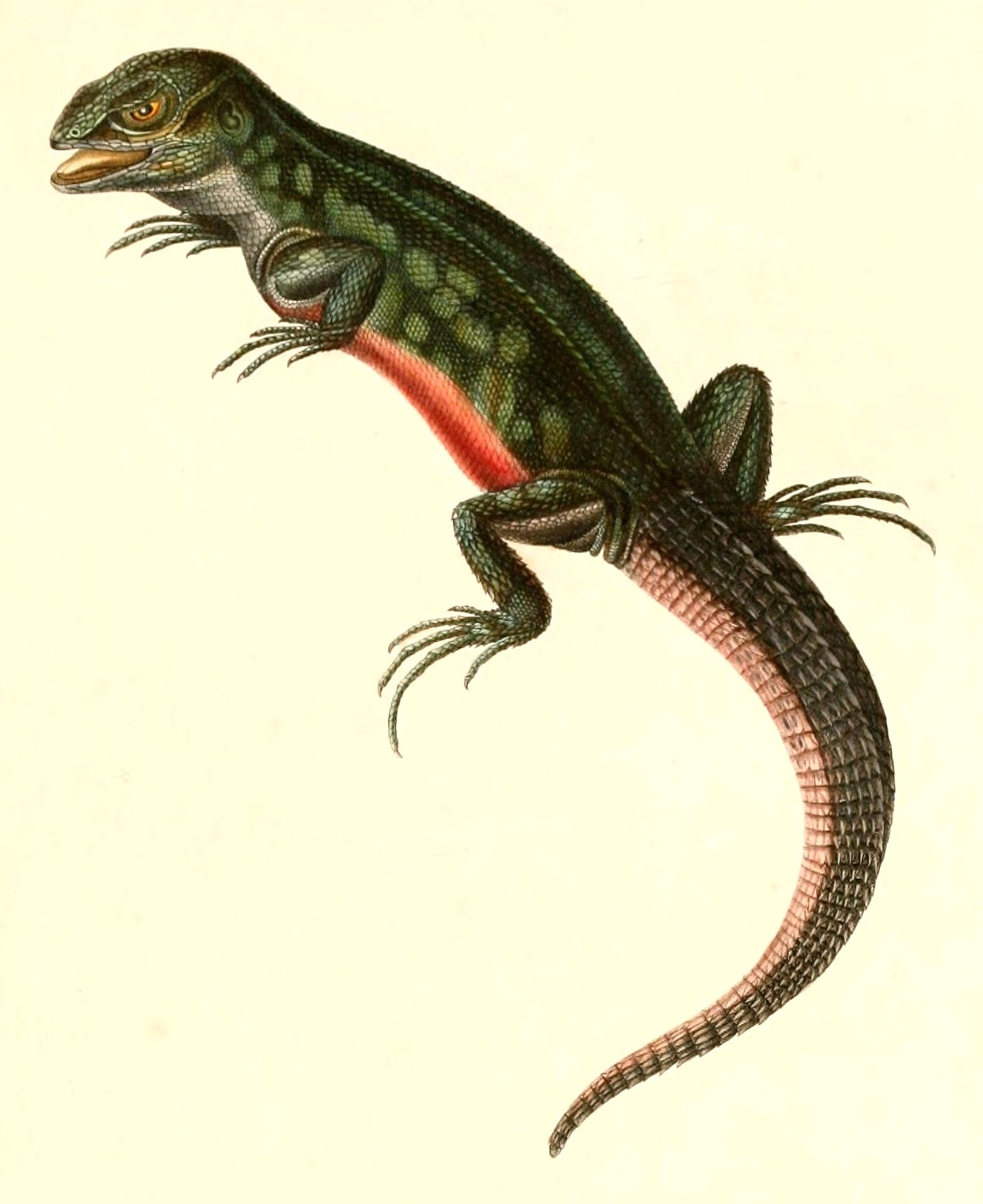
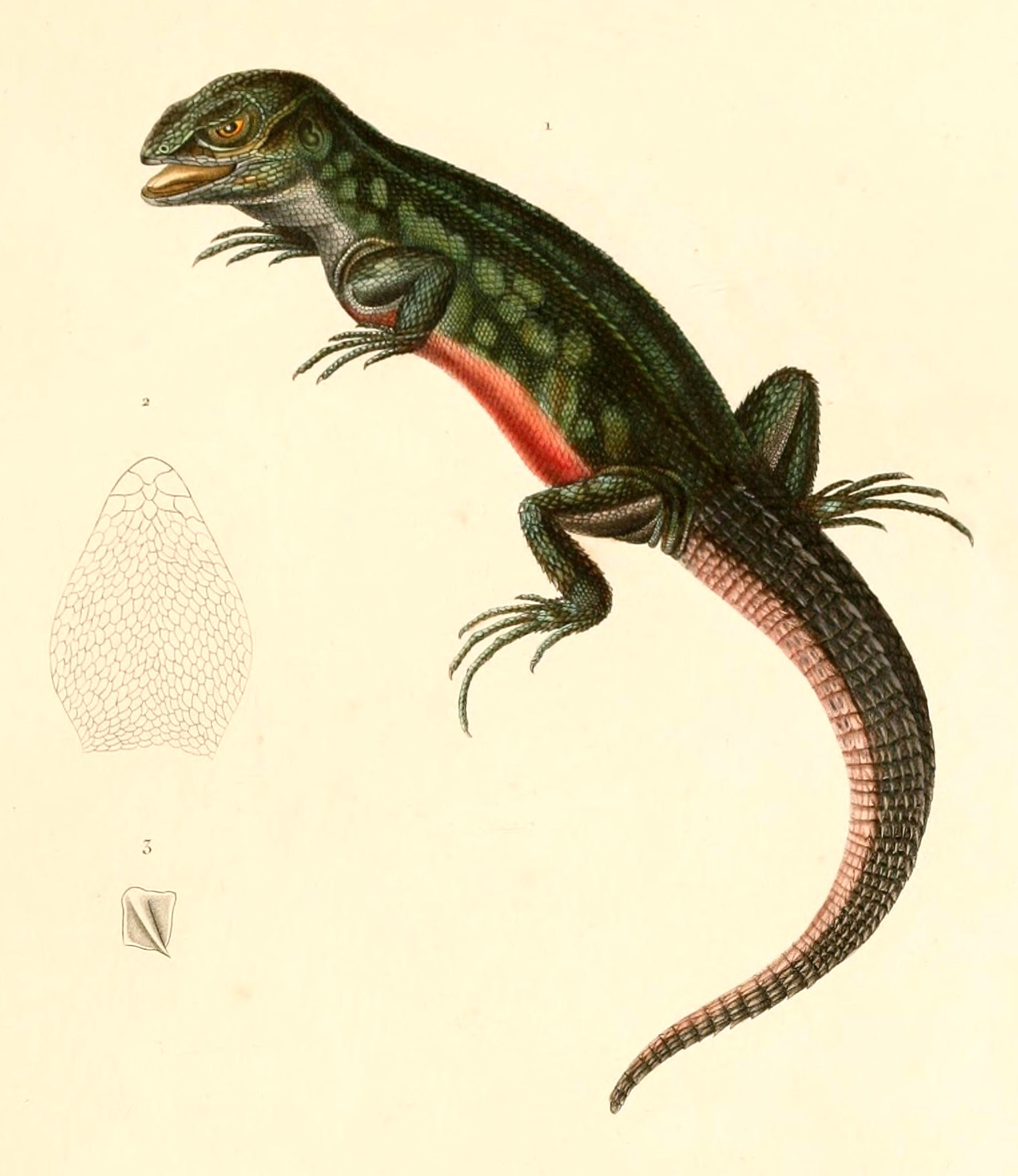